# Pierre Varignon
Pierre Varignon (Caen, 1654 – Párizs, 1722. december 23.) francia matematikus és fizikus.
Pierre Varignon korának egyik leghíresebb mértantudósa volt. A caeni jezsuita kollégiumban teológiát és filozófiát tanult, majd 1683-ban pappá szenteltél. 1686-tól Párizsban a Collège Mazarin matematikaprofesszora, 1699-től a Francia Természettudományi Akadémia tagja. 1713-ban a Berlini Akadémia, 1718-ban a Royal Society is tagjává választotta. A Leibniz-cel, Newtonnal és a Bernoulli testvérekkel folytatott levelezése eredményeképpen ő lett a differenciálszámítás egyik legelszántabb úttörője Franciaországban.

## Művei
Mivel a Collège Mazarin-ben végzett munkája nagyon lefoglalta, Varignon kevés művet adott ki életében. Halála után tanítványai gondoskodtak az értekezéseinek a kiadásáról.
- Theses Mathematicae De Viribus Machinarum, Párizs , 1687 előtt
- Projet d'une nouvelle Mechanique avec Un Examen de l'opinion de M. Borelli, sur les propriétez des Poids suspendus par des Cordes., Párizs, 1687.
- Nouvelles conjectures sur la pesanteur, 1690
- Nouvelle Mécanique ou Statique, dont le projet fut donné en 1687. Párizs, 1725
- Éclaircissements sur l'analyse des infiniment petits et sur le calcul exponentiel des Bernouilli, 1725
- Traité du mouvement et de la mesure des eaux coulantes et jaillissantes. Avec un traité préliminaire du Mouvement en général., Párizs, 1725
- Éléments de Mathématique, Párizs, 1731